# Leonardo Costagliola
Pour les articles homonymes, voir Costagliola.
Leonardo Costagliola (né le 27 octobre 1921 à Tarente et mort le 7 mars 2008 à Florence) était un footballeur et entraîneur italien.

## Biographie
En tant que gardien, Leonardo Costagliola fut international italien à 3 reprises (1953-1954). Deux des trois sélections furent jouées contre l'Égypte et une contre la Tchécoslovaquie.
Il fit partie des joueurs sélectionnés pour la Coupe du monde de football de 1954 mais il ne joua aucun match. L'Italie fut éliminée au premier tour.
Il joua dans quatre clubs entre 1938 et 1955 (Pro Italia Taranto, ASD Norba Calcio Conversano, AS Bari et AC Fiorentina), ne remportant qu'une Serie B en 1942 avec l'AS Bari.
En tant qu'entraîneur, il entraîna des clubs de Serie B et de Serie C comme l'US Foggia, Syracuse, Casertana et Modène FC, remportant qu'une Serie C en 1960 avec l'US Foggia.

## Clubs successifs

### En tant que joueur
- 1938-1940 : Pro Italia Taranto
- 1940-1943 : AS Bari
- 1943-1944 : ASD Norba Calcio Conversano
- 1945-1948 : AS Bari
- 1948-1955 : AC Fiorentina

### En tant qu'entraîneur
- 1958-1961 : US Foggia
- 1967-1968 : Syracuse
- 1970-1971 : Casertana
- 1971-1973 : Modène FC

## Palmarès

### En tant que joueur
- Championnat d'Italie de football D2
  - Champion en 1942

### En tant qu'entraîneur
- Championnat d'Italie de football D3
  - Champion en 1960